# Emiliano Marcondes
 (juillet 2018).
Si vous disposez d'ouvrages ou d'articles de référence ou si vous connaissez des sites web de qualité traitant du thème abordé ici, merci de compléter l'article en donnant les références utiles à sa vérifiabilité et en les liant à la section « Notes et références ».
Emilano Marcondes, nom complet Emiliano Marcondes Camargo Hansen, né le 9 mars 1995 à Hvidovre au Danemark, est un footballeur danois qui évolue au poste de milieu offensif à Norwich City.

## Biographie

### En club

#### FC Nordsjælland
Il commence sa carrière avec les jeunes de l'Hvidovre IF avant de rejoindre en 2010 le centre de formation du FC Nordsjælland. Il débute chez les jeunes de l'équipe de Nordsjælland avant d'être appelé en équipe première lors d'un match face à l'AC Horsens le 16 juillet 2012, sans entrer en jeu. Marcondes n'entre sur le terrain que lors du match retour le 7 avril 2013. Il fait ensuite deux autres apparitions avec l'équipe première lors de la saison 2012-2013. Lors de la saison suivante, il dispute trois matchs en Ligue Europa, et fait 15 apparitions dans le championnat danois. Il marque son premier but face au club de Viborg le 11 mai 2014.
Lors de la saison 2014-2015, il apparaît 24 fois et s'impose comme titulaire au sein de l'équipe. Lors de la saison 2015-2016, il fait 30 apparitions, et la saison suivante, il inscrit 12 buts en 25 matchs. En juillet 2017, il décide d'un commun accord, de résilier son contrat le 31 décembre 2017.
Lors de la mi-saison 2017-2018, il en est à 18 buts en 20 matchs. Il remporte le titre de joueur du mois en novembre 2017. Avant la trêve hivernale, il est le meilleur buteur du championnat danois. Marcondes quitte le Farum Park avec un total 108 matchs et 37 buts. Il est élu peu de temps après, joueur de l'année de Superligaen.

#### Angleterre
En janvier 2018, Emiliano Marcondes s'engage pour une durée de trois ans et demi avec le club anglais du Brentford FC, en Championship. Il fait ses débuts avec Brentford lors du troisième tour de la FA Cup face à Notts County. Il apparaît à 13 reprises en championnat, mais se voit uniquement utilisé comme remplaçant.
Le 3 juillet 2021, il rejoint AFC Bournemouth.

### En équipe nationale
Avec les espoirs, il participe au championnat d'Europe espoirs en 2017. Lors de cette compétition, il ne joue qu'un seul match, face à l'Italie. Il compte un total de 12 matchs pour un but avec les espoirs.

## Statistiques
| Saison                | Club                  | Championnat           | Championnat | Championnat | Coupe(s) nationale(s) | Coupe(s) nationale(s) | Compétition(s) continentale(s) | Compétition(s) continentale(s) | Compétition(s) continentale(s) | Danemark | Danemark | Total | Total |
| Saison                | Club                  | Division              | M.          | B.          | M.                    | B.                    | Comp.                          | M.                             | B.                             | M.       | B.       | M.    | B.    |
| 2012-2013             | FC Nordsjaelland      | Superligaen           | 3           | 0           | 1                     | 0                     | -                              | -                              | -                              | -        | -        | 4     | 0     |
| 2013-2014             | FC Nordsjaelland      | Superligaen           | 11          | 1           | 1                     | 0                     | C3                             | 3                              | 0                              | -        | -        | 15    | 1     |
| 2014-2015             | FC Nordsjaelland      | Superligaen           | 20          | 5           | 0                     | 0                     | -                              | -                              | -                              | -        | -        | 20    | 5     |
| 2015-2016             | FC Nordsjaelland      | Superligaen           | 30          | 2           | 1                     | 0                     | -                              | -                              | -                              | -        | -        | 31    | 2     |
| 2016-2017             | FC Nordsjaelland      | Superligaen           | 25          | 12          | 1                     | 0                     | -                              | -                              | -                              | -        | -        | 26    | 12    |
| 2017-2018             | FC Nordsjaelland      | Superligaen           | 19          | 17          | 1                     | 1                     | -                              | -                              | -                              | -        | -        | 20    | 18    |
| Sous-total            | Sous-total            | Sous-total            | 108         | 37          | 2                     | 1                     | -                              | -                              | -                              | -        | -        | 110   | 38    |
| 2017-2018             | Brentford FC          | Championship          | 12          | 0           | 1                     | 0                     | -                              | -                              | -                              | -        | -        | 13    | 0     |
| Total sur la carrière | Total sur la carrière | Total sur la carrière | 120         | 37          | 6                     | 1                     | -                              | 3                              | 0                              | 0        | 0        | 129   | 38    |

## Palmarès

### En club
- AFC Bournemouth
  - Vice-champion d'Angleterre de D2 en 2022.

### Distinctions personnelles
- Joueur du mois de Superligaen novembre 2017
- Joueur de l'année de Superligaen 2017

## Vie privée
Emiliano Marcondes naît à Hvidovre (Danemark) d'un père danois et d'une mère brésilienne, de ce fait, il possède la double nationalité dano-brésilienne.